# Микитюк, Владимир Петрович
Влади́мир Петро́вич Микитю́к (род. 4 ноября 1958, Броды, Львовская область) — советский и российский историк, писатель. Кандидат исторический наук, старший научный сотрудник Центра экономической истории Института истории и археологии УрО РАН. Известен как специалист в области истории уральского купечества.

## Биография
Родился 4 ноября 1958 года в городе Броды в семье рабочих. В 1976 году окончил среднюю школу № 44 в Нижнем Тагиле. С ноября 1976 года по ноябрь 1978 года проходил армейскую службу во внутренних войсках в Казани. В 1978—1984 годах учился на историческом факультете Уральский государственного университета. После окончания вуза работал учителем истории в школах № 11 и № 30 в Асбесте. Позднее переехал в Екатеринбург.
С 1989 года работал младшим научным сотрудником, научным сотрудником и старшим научным сотрудником в Института истории и археологии УрО РАН. В 2013 году защитил кандидатскую диссертацию по теме «Предпринимательство в винокуренной промышленности Пермской губернии во второй половине XIX — начале XX в.». С 1994 года также работает научным сотрудником Свердловского областного краеведческого музея.

## Научная деятельность
В сферу научных интересов В. П. Микитюка входит история уральского предпринимательства второй половины XIX — начала XX века, а также история повседневности.
В монографии «Повседневная жизнь Екатеринбурга на рубеже XIX—XX веков» (в соавторстве с О. Н. Яхно) Микитюк впервые создал реконструкцию быта жителей уральского города на рубеже XIX—XX веков. В 2015 году книга получила премию Губернатора Свердловской области в номинации «За лучшую публикацию по музееведению (краеведению)».
В монографии «Уральский областной военно-промышленный комитет» (в соавторстве с Е. Ю. Рукосуевым) Владимир Петрович рассмотрел и систематизировал информацию о деятельности Уральского областного военно-промышленного комитета и людей, участвовавших в его работе.
В. П. Микитюк является автором докладов на нескольких Всероссийских научных конференциях, посвящённых историческим аспектам.

## Награды
- Грамота УрО РАН[2]
- Медаль им. Н. К. Чупина[2]
- Премия им. О. Е. Клера[2]
- Почётная грамота Законодательного собрания Свердловской области[2]
- Почётная грамота администрации Екатеринбурга[10].